# Gypsonoma parryana
Gypsonoma parryana is een vlinder uit de familie bladrollers (Tortricidae). De wetenschappelijke naam is voor het eerst geldig gepubliceerd in 1835 door Curtis.
De soort komt voor in Europa.